# Monceaux-le-Comte
Monceaux le Comte là một xã của tỉnh Nièvre, thuộc vùng Bourgogne-Franche-Comté, miền trung nước Pháp.